# 범부처통합연구지원시스템
범부처 통합연구시스템(Integrated Research Information System; IRIS)은 부처별, 전문기관별로 상이한 연구과제 관리규정(286개)과 시스템으로 인한 연구현장의 불편과 연구행정의 비효율성을 기존의 관리차원의 관점이 아닌 연구자의 입장에서 해소하고자, 과기정통부와 관계부처, 관련 전문기관들이 협력하여 구축한 통합 시스템으로, 문재인 정부의 국정과제인 ‘연구자 중심의 R&D 관리시스템 혁신’의 일환으로 2017년 6월부터 범부처 프로젝트로 추진해 왔다.
2022년 적용기관은 한국연구재단, 산업기술평가관리원, 정보통신기획평가원, 중소기업기술정보진흥원, 국토교통과학기술진흥원으로 총 5곳이다.

## 법적 근거
- 「국가연구개발혁신법」 제19조 및 제20조 등을 법적근거로 하여 국가연구개발사업의 효율적 추진 기반 구축

## 연혁
- 2022년 1월 27일 범부처 통합연구지원시스템 개통식[1]